# Live at Madison Square Garden (альбом Шона Мендеса)
Live at Madison Square Garden (укр. Наживо у Медісон-сквер-гарден) — перший концертний альбом канадського співака і автора пісень Шона Мендеса. До альбому увійшли його популярні сингли «Mercy», «Treat You Better», «Stitches» та «Life of the Party», а також поєднання інших пісень. Альбом випущений у світі в цифровому форматі 19 грудня 2016 року.

## Створення та випуск
10 вересня 2016 року Мендес записав свій єдиний вечірній виступ у Медісон-сквер-гарден, який був частиною його світового концертного туру Shawn Mendes World Tour, який проходив по всій Північній Америці та Європі протягом 2016 року. До альбому входить виключно запис першого виступу співака у ролі хедлайнера у історичному місці Нью-Йорка. Альбом було анонсовано 19 грудня 2016 року і випущений за 4 дні.
Попередній альбом Мендеса, Illuminate, дебютував у на першій сходинці чарту Billboard 200 у вересні. З піснями з альбому він виступав у Radio City Music Hall і на шоу Суботнього вечора в прямому ефірі у грудні 2016 року.

## Оцінки критиків
Стівен Томас Ерлвін з AllMusic сказав: «Live at Madison Square Garden — це лише цифровий запис концерту Шона Мендеса 10 вересня 2016 року в Нью-Йорку… Натовп запалював під Мендеса, який гаряче виконав свої хіти, декілька міксів і тизерів із нового альбому (Illuminate). Навіть якщо запис не дуже кінетичний, він все ж щирий, і Мендес спирається на те ж саме зростаюче почуття досвіду, що зробив другий свій альбом сильнішим за дебютний дебют, що допомагає зробити це приємним маленьким сувеніром для шанувальників».

## Трек-лист
| Live at Madison Square Garden | Live at Madison Square Garden                                              | Live at Madison Square Garden | Live at Madison Square Garden |
| #                             | Назва                                                                      | Автор | Тривалість                    |
| ----------------------------- | -------------------------------------------------------------------------- | --- | ----------------------------- |
| 1.                            | «The Weight»                                                               | Джош Грант Скотт Гарріс [en] Шон Мендес | 3:56                          |
| 2.                            | «Treat You Better»                                                         | Тедді Гейгер [en] Гарріс Мендес | 4:17                          |
| 3.                            | «Lights On»                                                                | Гарріс Мендес Джеффрі Варбартон | 4:32                          |
| 4.                            | «I Don't Even Know Your Name / Aftertaste / Kid in Love / I Want You Back» | Гарріс Беррі Горді [en] Мендес Альфонсо Мізель [en] Фредді Перрен [en] Дек Річардс [en] Мартін Терефе [en] Варбартон Емілі Воррен [en] Ідо Змішлані [en] | 7:16                          |
| 5.                            | «Bad Reputation»                                                           | Гарріс Мендес Варбартон | 5:12                          |
| 6.                            | «Ruin»                                                                     | Гарріс Мендес Зубін Тхаккар Варбартон Змішлані | 7:53                          |
| 7.                            | «Life of the Party»                                                        | Гарріс Змішлані | 3:19                          |
| 8.                            | «Three Empty Words»                                                        | Гарріс Мендес Варбартон Змішлані | 4:05                          |
| 9.                            | «Don't Be a Fool»                                                          | Гарріс Мендес Варбартон | 4:51                          |
| 10.                           | «Mercy»                                                                    | Гейгер Ільзі Жюбер [en] Мендес Денні Паркер [en] | 4:23                          |
| 11.                           | «Never Be Alone / Hey There Delilah»                                       | Гарріс Том Гіггенсон Мендес Глен Скотт [en] Терефе | 6:12                          |
| 12.                           | «Stitches»                                                                 | Гейгер Даніель Киріакідес Паркер | 6:37                          |

## Чарти
| Чарт (2017)                                | Найвища позиція |
| ------------------------------------------ | --------------- |
| Бельгія Belgian Albums (Ultratop Flanders) | 99              |
| Нідерланди Dutch Albums (MegaCharts)       | 67              |
| США Billboard 200                          | 200             |

## Історія випуску
| Регіон | Дата           | Формат(и)            | Лейбл                                | Прим. |
| ------ | -------------- | -------------------- | ------------------------------------ | ----- |
| Світ   | 23 грудня 2016 | Цифрове завантаження | Island Records Universal Music Group | [ 8 ] |